# フォルクスワーゲン・ゴルフVIII
ゴルフVIII (ゴルフ 8)（Golf VIII）は、フォルクスワーゲン・ゴルフの8代目モデル。

## 概要
2019年10月、ドイツにて発表された。電動化、デジタル化、先進運転支援システムの領域において大幅な進化を遂げている。プラットフォームは、従来のアーキテクチャー"MQB"の進化版である"MQB evo"を新たに採用している。
エクステリアは、初代のアイコンデザインを現代へと受け継ぐ特徴的なCピラーをはじめ、さらにスリムになったラジエーターグリル、ドアハンドルを経由してリヤへと伸びるシャープな“スライス”ラインを特徴とする。また、ボディのあらゆる面が見直されたことで、空気抵抗係数（Cd 値）は先代の0.3から0.275に低減された。洗練された空力特性はさらなる低燃費に貢献し、風切り音の低減は勿論、静粛性と快適性にも寄与している。
インテリアは、最新世代の通信モジュールを内蔵したVolkswagen純正インフォテイメントシステムと、デジタルメータークラスター“Digital Cockpit Pro”を装備した。なお、DSGのシフトレバーは先代モデルよりも大幅に小型化された。
パワートレインは、フォルクスワーゲンとして初めて48Vベルト駆動式スタータージェネレーターとリチウムイオンバッテリーを組み合わせたマイルドハイブリッドシステムをeTSIモデルに設定した。48Vのスタータージェネレーターはスターターとしての役割のみならず、小型電動モーターやジェネレーターとしての役割を果たし、車両の発進時にエンジンをサポートする形でトルクを発生させ、特にスタート・ストップの多い街中で効果を発揮する。
クラスを超えたドライバーアシスタンスシステムも数多く搭載した。フォルクスワーゲンで初採用となる、同一車線内全車速運転支援システム“Travel Assist”は、ステアリングホイールを軽く握っているだけで、前走車との車間及び走行レーンの中央維持をサポートする。また、緊急時停車支援システム“Emergency Assist”は、ドライバーが運転操作を行えない状態とシステムが検知すると、警告音と警告表示により注意喚起を行い、最終的には同一車線内にて車両を停止させる。ほかにも、乗員が降車時にドアを開いた際、 後方から接近している車両や自転車などの障害物を検知すると、警告音とドアミラーの表示灯にて注意喚起を行う、エグジットウォーニング（降車時警告機能）も装備する。
フロントカメラで対向車や先行車を検知し、マトリックスモジュールに搭載された片側22個のLEDを個別に点灯・消灯の制御をすることで、最適な配光を可能としたLEDマトリックスヘッドライト“IQ.LIGHT”を新たに設定した。併せてダイナミックターンインジケーターを採用し、右左折時の被視認性向上を図った。
ステーションワゴンモデルのヴァリアントにおいて、 これまでハッチバックと同一であったホイールベースが50mm（先代比で35mm）延長されたことで、後部座席のレッグスペースの拡大と乗り心地の向上に寄与している。さらに、全長を先代比で65mm延長したことにより容量は22ℓ拡大し、最大で1,642ℓとクラストップレベルの積載量を確保した。
また、ハッチバックモデルには、スポーツモデル「GTI」のほか、先代（7代目）から設定されているプラグインハイブリッドモデルの「GTE」や、クリーンディーゼルのスポーツモデル「GTD」が設定されている。ただし、「GTE」と「GTD」は、日本未導入である。
2024年1月、フェイスリフト（通称：ゴルフ8.5）。イルミネーション付き「VW」エンブレムや、大型化されたタッチディスプレイの採用など、内外装のブラッシュアップが図られた。インフォテイメントシステムは、最新の「MIB4」へと進化したほか、新たに「Hello IDA（アイダ）」の発声で起動する、ChatGPTを活用したボイスコントロール（音声入力）も搭載された。併せて、欧州市場で長らく用意されてきたMT仕様が、廃止された。

## 日本での販売
2021年6月15日、8年ぶりにハッチバックのフルモデルチェンジが発表された（同日より発売開始）。正規導入されるパワートレインは、1.0L 直列3気筒 TSIエンジンと1.5L 直列4気筒 TSIエンジンの2種類があり、それぞれに48Vベルト駆動式スタータージェネレーターが搭載されたことで、全モデル電動化された。トランスミッションは7速DSGのみ。1.0L eTSIモデルは「eTSI Active Basic」と「eTSI Active」、1.5L eTSIモデルは「eTSI Style」と「eTSI R-Line」の計4グレード展開となる。
同年7月28日、ヴァリアントのフルモデルチェンジが発表された（同日より発売開始）。パワートレインやグレード体系は、先駆けて発売されたハッチバックに準じる。
同年12月10日、2021-2022日本カー・オブ・ザ・イヤー「インポート・カー・オブ・ザ・イヤー」を受賞。歴代で初めて本賞を受賞した5代目から、4世代連続での受賞となった。
同年12月21日、ハッチバックにクリーンディーゼルエンジン搭載の「TDI」を追加発表（2022年1月7日発売）。従来通り、2.0L 直列4気筒 TDIエンジンに7速DSGを組み合わせる。エンジンはSCR触媒コンバーターを直列に2つ配列し、そこから尿素水（AdBlue）を注入することでNOx排出量の削減と最大トルク強化の両立を図った「ツインドージング（デュアルAdBlue噴射）システム」を採用した最新世代のDTS型へ換装された。グレード体系はeTSIモデルにほぼ準じており、「TDI Active Basic」「TDI Active Advance」「TDI Style」「TDI R-Line」の4グレードを用意する。また、「TDI R-Line」にメーカーオプションされる18インチアルミホイールが、eTSIモデルの「eTSI R-Line」でも選択可能となった。
同年12月22日、スポーツモデル「GTI」を追加発表（2022年1月7日発売）。TDIと同じ2.0Lの排気量を持ちながら、最高出力245PS・最大トルク370Nmの高出力・高トルクを発揮するTSIエンジンであるDNP型が搭載される。トランスミッションは7速DSGのみとなるが、電子制御油圧式フロントディファレンシャルロックを標準装備するとともに、電子制御式ディファレンシャルロック“XDS”と電子制御油圧式フロントディファレンシャルロックを統合制御することが 可能な”ビークルダイナミクスマネージャー“が採用されている。また、eTSIやTDIでは選択できない、アダプティブシャシーコントロール“DCC” やレザーシートパッケージ（専用レザーシート/パワーシート/シートベンチレーション）がオプション設定される。
2022年8月9日、ハッチバック・ヴァリアントともに一部仕様変更を発表（同月中旬以降順次出荷）。USB type Cポートの給電機能をUSB PD規格に対応し、インテリアトリム（ドアトリム・ドアアームレスト・センターアームレスト）の素材を変更。ハッチバックの「eTSI/TDI Active Basic」「eTSI Active」「TDI Active Advance」「eTSI/TDI Style」及びヴァリアントの「eTSI Active Basic」「eTSI Active」「eTSI Style」にはセンターエアバッグが追加された。さらに、ハッチバックの「eTSI/TDI Style」及びヴァリアントの「eTSI Style」に設定のグレー内装時のトリムが一部グレーからブラックに変更された。以上の仕様変更に加えて、原材料費の急激な価格上昇に伴う工場出荷価格の上昇を受け、車両本体価格（メーカー希望小売価格）が改定され、グレードによりハッチバックは14.2～20.2万円（10%相当の消費税込）、ヴァリアントは14.7万円～17.9万円（10%相当の消費税込）それぞれ値上げされた。
同年10月4日、ハッチバック・ヴァリアントともに、ハイパフォーマンスモデル「R」を追加発表、同日より発売。先代モデルよりも出力・トルク共にパワーアップさせ、最高出力320PS・最大トルク420Nmを発生させる2.0L 直列4気筒 TSIエンジンのDNF型が搭載されている。また、ブレーキは1インチ拡大の18インチとしたことで、ストッピングパワーが強化され、高速域からのブレーキング性能が向上。ティグアンRにも採用されている「Rパフォーマンストルクベクタリング」と「ビークル ダイナミクス マネージャー」を採用した。外装では、バンパーを専用デザインに変更し、サイドシルは専用のボディカラー同色としたほか、グロスブラックのディフューザーと4本出しのエクゾーストパイプを装備する。内装では、ブルーの「R」ロゴをあしらった専用ヘッドレスト一体型トップスポーツシートが採用され、デジタルメータークラスター「Digital Cockpit Pro」はスポーツモードもしくはレースモードを選択した際にR専用の表示が可能となる。外装色は、ラピスブルーメタリック（オプション）、ピュアホワイト、ディープブラックパールエフェクトの3色展開となる。アダプティブシャシーコントロール“DCC”と19インチアルミホイールをセットにしたDCCパッケージがオプション設定される。
同年10月25日、ヴァリアントにもクリーンディーゼルエンジン搭載の「TDI」を追加発表し、同日より発売。パワートレインやグレード体系は、先に追加発表・発売されたハッチバックのTDIモデルに準じる。
2023年4月4日、ハッチバック・ヴァリアントに特別仕様車「Platinum Edition」が設定された。1953年にタイプ1（通称ビートル）とタイプ2（通称トランスポーター）が日本に正規輸入されてから70周年を記念した仕様で、「eTSI Active Platinum Edition」「eTSI/TDI Style Platinum Edition」「eTSI/TDI R-Line Platinum Edition」は、通常モデルではオプション設定となる装備を標準装備した（駐車支援システム「Park Assist」を除く）。さらに、これまではGTIやRでしか選択できなかった、アダプティブシャシーコントロール“DCC”を「eTSI ACTIVE Platinum Edition」を除くすべてのグレードに、18インチアルミホイールとセットにした「DCCパッケージ」としてオプション設定された。また、TDIモデルについては通常モデルよりも割安な価格設定となり、「TDI Active Advance Platinum Edition」は駐車支援システム「Park Assist」の非装備化により、ハッチバックは通常モデル比32.3万円（10%相当の消費税込）、ヴァリアントは通常グレード比36.3万円（10%の消費税込）の大幅な値下げがなされたほか、「TDI Style Platinum Edition」や「TDI R-Line Platinum Edition」は、同等グレードのeTSIモデルと同様の価格に設定された。
同年7月19日、Rの日本導入20周年を記念した特別仕様車「20 Years（トゥエンティーイヤーズ）」が発表された。本モデルは、2022年に初代ゴルフR（第4世代目をベースに、3.2L 挟角V6エンジンと4MOTIONシステムを組み合わせた、ゴルフ R32を指す）の誕生20周年を記念したモデルとして、ドイツ本国をはじめとする欧州で発売されたものであり、日本では初代の導入年（2003年）に合わせるかたちで、本国より少し遅れて設定されることとなった。パワートレインは、最大トルクを通常モデル比10kW（13PS）向上させた専用チューニングが施され、通常モデルではオプションとなるアクティブシャシーコントロール「DCC」を特別装備した。さらに、通常搭載される4つの走行モード（コンフォート/スポーツ/レース/カスタム）に加えて、ニュルブルクリンク・ノルトシュライフェ（北コース）にてテストが行われ、特に要求の厳しいレーストラック走行のために設計された「スペシャル」と、サーキットなどのクローズド施設用となる「ドリフト」の2モードを追加。外装は、フロントフェンダーとリアハッチの「R」ロゴのエンブレムがブルーとなり、タイヤ＆アルミホイールは19インチにインチアップされた。併せてアルミホイールがブラックフィニッシュ化され、リアエンドにはデュアルツインエキゾーストパイプである「"Akrapovič（アクラボビッチ）"チタンエキゾーストシステム」を装備。内装は、カーボン調テクスチャーが施された専用デザインのナパレザーシートやリアルカーボンデコラティブパネルなどが採用された。
2024年7月3日、マイナーチェンジを発表（同年9月13日より予約注文開始、2025年1月10日より発売開始）。インフォテイメントシステムを“MIB4”へ刷新するとともに、ブランド初のイルミネーション付きエンブレムを採用するなど、内外装をブラッシュアップした。センターディスプレイは、10.25インチから12.9インチに大型化されるとともに、アラウンドビューカメラ“Area View”の設定が追加された。さらに、エアコン温度設定や音量設定など、頻繁に操作するタッチスライダーバーは、バックライト付きに改められ、操作性を向上させた。メニュー構造も、大型画面を活かすように改良されており、画面の上下の帯には、使用頻度の高い機能へのショートカットや、エアコンの設定状況が常時表示されるなど、ホーム画面での情報の一覧性が向上している。また、演算処理の向上により、地図スクロールなどのレスポンスも改善された。新たに、IDA（アイダ）ボイスアシスタントと呼ばれる音声機能が搭載され、インフォテイメントやエアコンなど、多くの車両機能をコントロールすることが可能となった。「Hello, IDA（ハロー・アイダ）」もしくは「Hello, Volkswagen」で起動する、デフォルトのコマンドは、任意の言葉に変更できる。 パワートレインは、2種類の出力を持つ、1.5L eTSI 48Vマイルドハイブリッドシステムに加え、2.0L TDI クリーンディーゼルエンジン、「GTI」向けに、従来比で20ps増強された、2.0L TSI エンジンがラインアップされる。これまで、eTSIモデルに設定のあった、1.0L 直列3気筒エンジンは廃止となり、1.5L 直列4気筒エンジン（EA211 evo2へ換装）に統一される。グレード展開に大きな変更点はないものの、「Style」と「R-Line」には、レザーシートパッケージのオプション選択が可能となった。なお、この時点では、ハイパフォーマンスモデル「R」についての言及はなかった。
2025年1月10日、東京オートサロン2025にて、ハイパフォーマンスモデル「R」のマイナーチェンジモデルを日本初公開。通常モデルと同様に、内外装のブラッシュアップが行われた。パワートレインは、セッティングの変更が施され、最高出力が13ps向上した（245kW/333ps）。0-100km/hの加速タイムは4.6秒である（欧州仕様計測値）。さらに、1本あたり8kgと軽量な19インチアルミホイール”Warmenau”(ヴァルメナウ)や、シート側面部分にカーボン調エレメントを配したナパレザーシートを標準装備する新グレード「R Advance」が追加設定された。

### マルハン駐車場での火災
2023年8月20日、パチンコ店の「マルハン厚木北店」の立体駐車場で153台の車が燃える火災が発生した。フォルクスワーゲングループジャパン（VGJ）は「ゴルフTDI」が製造時の不備で出火した可能性を排除できないとしている。

## 諸元表
以下、日本導入モデル
|                          | ゴルフ8（前期モデル）                                                   |                                                                         |                                                                          |                                         |                                         |
| グレード                 | 1.0 eTSI （Active）                                                     | 1.5 eTSI （Style/R-Line）                                               | 2.0 TDI （Active/Style/R-Line）                                          | 2.0 TSI （GTI）                         | 2.0 TSI （R）                           |
| 販売期間                 | ハッチバック：2021年6月 - 2025年1月 ヴァリアント：2021年7月 - 2025年1月 | ハッチバック：2021年6月 - 2025年1月 ヴァリアント：2021年7月 - 2025年1月 | ハッチバック：2022年1月 - 2025年1月 ヴァリアント：2022年10月 - 2025年1月 | 2022年1月 - 2025年1月                   | 2022年10月 - 2025年1月                  |
| エンジン                 |                                                                         |                                                                         |                                                                          |                                         |                                         |
| 型式                     | DLA                                                                     | DFY                                                                     | DTT                                                                      | DNP                                     | DNF                                     |
| 種類                     | 直列3気筒DOHC 12バルブ ガソリンエンジン                                 | 直列4気筒DOHC 16バルブ ガソリンエンジン                                 | 直列4気筒DOHC 16バルブ ディーゼルエンジン                                | 直列4気筒DOHC 16バルブ ガソリンエンジン | 直列4気筒DOHC 16バルブ ガソリンエンジン |
| 燃料噴射方式             | 直噴                                                                    | 直噴                                                                    | 直噴                                                                     | 直噴                                    | 直噴                                    |
| 吸気方式                 | ターボ                                                                  | ターボ                                                                  | ターボ                                                                   | ターボ                                  | ターボ                                  |
| 排気量                   | 999cc                                                                   | 1,497cc                                                                 | 1,968cc                                                                  | 1,984cc                                 | 1,984cc                                 |
| 最高出力                 | 81kW（110PS） 5,500rpm                                                  | 110kW（150PS） 5,000 - 6,000rpm                                         | 110kW（150PS） 3,000 - 4,200rpm                                          | 180kW（245PS） 5,000 – 6,500rpm         | 235kW（320PS） 5,350 – 6,500rpm         |
| 最大トルク               | 200Nm（20.4kgm） 2,000 – 3,000rpm                                       | 250Nm（25.5kgm） 1,500 – 3,500rpm                                       | 360Nm（36.7kgm） 1,600 – 2,750rpm                                        | 370Nm（37.7kgm） 1,600 – 4,300rpm       | 420Nm（42.8kgm） 2,100 – 5,350rpm       |
| 駆動用バッテリー         |                                                                         |                                                                         |                                                                          |                                         |                                         |
| 種類                     | リチウムイオン電池                                                      | リチウムイオン電池                                                      |                                                                          |                                         |                                         |
| 総電圧                   | 44V                                                                     | 44V                                                                     |                                                                          |                                         |                                         |
| 伝達装置                 |                                                                         |                                                                         |                                                                          |                                         |                                         |
| 駆動方式                 | FF                                                                      | FF                                                                      | FF                                                                       | FF                                      | 4WD                                     |
| 変速機                   | 7速DSG                                                                  | 7速DSG                                                                  | 7速DSG                                                                   | 7速DSG                                  | 7速DSG                                  |
| 走行性能・環境性能       |                                                                         |                                                                         |                                                                          |                                         |                                         |
| 燃料消費率（WLTCモード） | 18.6km/ℓ                                                                | 17.3km/ℓ                                                                | 20.1km/ℓ                                                                 | 12.8km/ℓ                                | 12.3km/ℓ                                |

|                          | ゴルフ8.5（後期モデル）                 |                                         |                                           |                                         |                                         |
| グレード                 | 1.5 eTSI （Active）                     | 1.5 eTSI （Style/R-Line）               | 2.0 TDI （Active/Style/R-Line）           | 2.0 TSI （GTI）                         | 2.0 TSI （R）                           |
| 販売期間                 | 2025年1月 -                             | 2025年1月 -                             | 2025年1月 -                               | 2025年1月 -                             | 2025年1月 -                             |
| エンジン                 |                                         |                                         |                                           |                                         |                                         |
| 型式                     | DXD                                     | DXD                                     | DXR                                       | DNP                                     | DNF                                     |
| 種類                     | 直列4気筒DOHC 16バルブ ガソリンエンジン | 直列4気筒DOHC 16バルブ ガソリンエンジン | 直列4気筒DOHC 16バルブ ディーゼルエンジン | 直列4気筒DOHC 16バルブ ガソリンエンジン | 直列4気筒DOHC 16バルブ ガソリンエンジン |
| 燃料噴射方式             | 直噴                                    | 直噴                                    | 直噴                                      | 直噴                                    | 直噴                                    |
| 吸気方式                 | ターボ                                  | ターボ                                  | ターボ                                    | ターボ                                  | ターボ                                  |
| 排気量                   | 1,497cc                                 | 1,497cc                                 | 1,968cc                                   | 1,984cc                                 | 1,984cc                                 |
| 最高出力                 | 85kW（116PS） 5,000 - 6,000rpm          | 110kW（150PS） 5,000 - 6,000rpm         | 110kW（150PS） 3,000 - 4,200rpm           | 195kW（265PS） 5,250 – 6,500rpm         | 245kW（333PS） 5,600 – 6,500rpm         |
| 最大トルク               | 220Nm（22.4kgm） 1,500 – 3,000rpm       | 250Nm（25.5kgm） 1,500 – 3,500rpm       | 360Nm（36.7kgm） 1,600 – 2,750rpm         | 370Nm（37.7kgm） 1,600 – 4,500rpm       | 420Nm（42.8kgm） 2,100 – 5,500rpm       |
| 駆動用バッテリー         |                                         |                                         |                                           |                                         |                                         |
| 種類                     | リチウムイオン電池                      | リチウムイオン電池                      |                                           |                                         |                                         |
| 総電圧                   | 44V                                     | 44V                                     |                                           |                                         |                                         |
| 伝達装置                 |                                         |                                         |                                           |                                         |                                         |
| 駆動方式                 | FF                                      | FF                                      | FF                                        | FF                                      | 4WD                                     |
| 変速機                   | 7速DSG                                  | 7速DSG                                  | 7速DSG                                    | 7速DSG                                  | 7速DSG                                  |
| 走行性能・環境性能       |                                         |                                         |                                           |                                         |                                         |
| 燃料消費率（WLTCモード） | 18.8km/ℓ                                | 18.7km/ℓ                                | 20.8km/ℓ                                  | -km/ℓ                                   | -km/ℓ                                   |